# 1,3-二氨基-2,4,6-三硝基苯
三硝基间苯二胺是一种钝感的耐热炸药，主要作为压装炸药和火箭推进剂改性剂使用，曾用于装填AIM-7E空对空导弹战斗部。三硝基间苯二胺的系统命名法名称为1,3-二氨基-2,4,6-三硝基苯，仅较TATB分子少一个氨基，该结构也导致二者具有耐热、钝感等诸多相似性质。
为便于叙述，下文统一称三硝基间苯二胺为DATB。

## 物理性质
DATB属单斜晶系，空间群为Pc，其晶胞参数为a=0.7039nm，b=0.5169nm，c=1.1583nm，β=95.22°，V=0.4358nm3。DATB的每个单胞内包含44个原子，在氢键的作用下，晶体内分子沿a轴呈链状结构分布，与TATB和石墨的层状结构存在显著差异。DATB的晶体结构会随着压力改变而变化，其趋势为随着压力上升，a、b、c均会减小，其中当压力达到7.5GPa附近时，DATB结构会发生突变，a、c迅速下降但b迅速上升，此时DATB晶体结构失稳，该突变发生后晶胞参数变化率恢复正常。
DATB在常规溶剂中溶解性较差，其不溶于水、乙醇、正丙醇和乙醚，微溶于苯、二氯乙烷、四氯化碳、丙酮、硝基甲烷和乙酸乙酯，但其在四氢呋喃、二甲基甲酰胺和二甲基亚砜中溶解性较好。
DATB热安定性能优良，在100°C环境下安置48小时失重约0.1%，第二个48小时失重约0.01%。250°C环境下，前2小时失重约4.6%，4小时失重约5.8%。
DATB熔点约286°C，其DSC曲线在286.3°C有尖锐吸热峰，随后在345°C附近出现分解放热峰，即DATB的热解过程为先熔化后分解。DATB热分解过程中，硝基与氨基的IR特征吸收先于苯环消失，前两者在较早期的反应中分解出一氧化氮、氢气、水等气体，后者则在较晚期的反应中放出一氧化氮、氰化氢、一氧化碳等气体并最终进一步分解放出二氧化碳和一氧化碳。

## 制备工艺
DATB可通过多种原料经不同工艺流程制备，其主要方法包括：以间二甲氧基苯为原料，经磺化、硝化、胺化步骤，最终制成DATB；以间硝基苯胺为原料，经硝化、胺化制成DATB；以苯甲酸为原料，经定位硝化、胺化、二次硝化、二次胺化，最终制成DATB。三种制备方法流程示意图如下：
以间二甲氧基苯为原料：
以间硝基苯胺为原料：
以苯甲酸为原料：

## 爆炸性能
密度为1.79g/cm3时，DATB爆压为24.3GPa，爆热4714kJ/kg，爆速7520m/s。此外，DATB爆速还与其密度正相关：1.765g/cm3时爆速为7414m/s，1.816g/cm3时爆速为7659m/s。